# 伊江树蜥
伊江树蜥（学名：Calotes irawadi）也称实皆树蜥，一种分布于缅甸及中华人民共和国云南省西南部德宏傣族景颇族自治州盈江县铜壁关自然保护区等地的爬行动物，隶属于鬣蜥科（飞蜥科）树蜥属。模式产地为缅甸实皆省Chatthin野生动物保护区。